# Sharka Blue
Sharka Blue (Chomutov, 7 aprile 1981) è un'ex attrice pornografica ceca.

## Biografia
Debuttò nell'industria porno-soft nel 2002 con il fotografo Pierre Woodman, e all'inizio si dichiarò non interessata all'hardcore, verosimilmente per evitare che la famiglia venisse a conoscenza della sua attività. Comunque, già poco tempo dopo il suo esordio girò alcune scene esplicite e da lì prese avvio una carriera che a tutt'oggi l'ha portata a essere presente in più di 80 produzioni originali per diverse case di produzione: Al's Scan, Private, Denys Defrancesco, ATM Kingdom solo per citare le maggiori.
Nel 2006 ricevette una nomination quale miglior attrice straniera dell'anno agli AVN Awards.
Si è ritirata nel corso del 2013.

## Filmografia
- Hustler Casting Couch 8 (2002)
- Anal Intensive 11 (2003)
- Girl + Girl 5 (2003)
- Girls on Girls 1 (2003)
- Golden Girls 3 (2003)
- Hustler XXX 23 (2003)
- Pickup Babes 11 (2003)
- Pleasures of the Flesh 1 (2003)
- Pornochic 4: Sarah (2003)
- Three for All 2 (2003)
- Tits and Ass 5 (2003)
- Video Adventures of Peeping Tom 38 (2003)
- Apprentass 2 (2004)
- Ass Cleavage 5 (2004)
- Black in the Ass 3 (2004)
- Camel Hoe's 1 (2004)
- Circle Of Deceit 2 (2004)
- Cumstains 4 (2004)
- Czech Whores (2004)
- Desires of the Innocent 3 (2004)
- Double Filled Cream Teens 2 (2004)
- Hotel Lolita 8 (2004)
- Hustler Confidential 11: Hard Currency (2004)
- Jean-Yves Castel's Perversions (2004)
- Moto Sex (2004)
- North Pole 52 (2004)
- Precious Pink 14 (2004)
- Russian Institute: Lesson 1 (2004)
- Russian Institute: Lesson 2 (2004)
- Shag My Bitch Up 1 (2004)
- Slam It in Every Hole (2004)
- Sleeping with the Enemy (2004)
- Student XXXchange (2004)
- Tag Teamed 2 (2004)
- Teen X Two 1 (2004)
- White-Hot Nurses 1 (2004)
- White-Hot Nurses 3 (2004)
- All You Can Eat 1 (2005)
- All-time Best Cream Pie (2005)
- Anal Excursions 2 (2005)
- Ass Drippers 2 (2005)
- Ass Fukt 1 (2005)
- Ass Pounders 4 (2005)
- Assume the Position 4 (2005)
- Asswhole 2 (2005)
- Bacchanales (2005)
- Best Of Teen Cream Pies (2005)
- Black Label 39: Fuck Me If You Can (2005)
- Butt Gallery 3 (2005)
- Christoph's Beautiful Girls 19 (2005)
- Crack Addict 2 (2005)
- Cum Buckets 4 (2005)
- Euro Angels Hardball 26 (2005)
- Fetish Desires (2005)
- Fresh Meat 20 (2005)
- Fucking Beautiful 4 (2005)
- Gangland Cream Pie 5 (2005)
- Goo 4 Two 2 (2005)
- Hardcore Whores 1 (2005)
- Hot Letters 6 (2005)
- Internal Cumbustion 7 (2005)
- Just My Ass Please 4 (2005)
- Lesbian Paradise (2005)
- Lez-Mania 1 (2005)
- Motel Freaks (2005)
- My First Black Cock 1 (2005)
- Pamela Principle (2005)
- POV Centerfolds 2 (2005)
- Private Tropical 21: Aphrodisiac (2005)
- Private Tropical 22: Tropical Twins (2005)
- Professianals 7 (2005)
- Share the Load 3 (2005)
- Spunk'd (2005)
- Swallow The Leader 2 (2005)
- Swank Extreme 2 (2005)
- Terrible Teens 4 (2005)
- Uberrascht und flachgelegt (2005)
- Urban Sluts (2005)
- Veronica Da Souza (2005)
- White-Hot Nurses 7 (2005)
- Young Harlots: In London (2005)
- 50 Guy Cream Pie 5 (2006)
- 50 To 1 3 (2006)
- About Face 3 (2006)
- Amazing POV Sluts 4 (2006)
- Anal Driller 9 (2006)
- Apprentass 5 (2006)
- Bring Your A Game 1 (2006)
- Bring Your A Game 2 (2006)
- Casanova (2006)
- Cum on My Hairy Pussy 3 (2006)
- Cumstains 7 (2006)
- Double The Fun (2006)
- Drunk Sex Orgy: Bangsta's Paradise (2006)
- Drunk Sex Orgy: Cream of the Crotch (2006)
- Drunk Sex Orgy: Porno Pop (2006)
- Girly Gang Bang 6 (2006)
- High Class Ass (2006)
- I Got 5 on It 1 (2006)
- It's the Girl Next Door (2006)
- Jake Malone's POV (2006)
- Liquid Ass-sets 1 (2006)
- Look What's Up My Ass 9 (2006)
- Mad Sex Party: Birthday Beaver Bash and Banana Rammers (2006)
- Mad Sex Party: Cream Girls and Custard Fuck (2006)
- Meet The Fuckers 3 (2006)
- Priscila Ibiza Paradise (2006)
- Priscila's Initiation (2006)
- Private Tropical 26: Madagascar (2006)
- Private Tropical 27: Dangerous Sex (2006)
- Private XXX 29: Spread My Lips (2006)
- Private XXX 32: Sextra Time (2006)
- Professianals 10 (2006)
- Rocco's Initiations 10 (2006)
- Slam It Double Penetration (2006)
- Straight Anal Students 2 (2006)
- Swank Gang Bang 1 (2006)
- Teen Purr-fect 1 (2006)
- Ten Little Piggies 8 (2006)
- When Porn Stars Play 6: Casual Sex (2006)
- Anal Addicts 31 (2007)
- Anal Debauchery 1 (2007)
- Bi Sex Party 4: Gym Buddies (2007)
- Cream Pie Orgy 4 (2007)
- Cream Team 1 (2007)
- Creamery (2007)
- Drunk Sex Orgy: Blue Jean Babes (2007)
- Drunk Sex Orgy: Eurobabe Olympics (2007)
- Drunk Sex Orgy: Fucktoberfest (2007)
- Drunk Sex Orgy: Kickbox Cumbath (2007)
- Fucked on Sight 1 (2007)
- Girls on Girls 11 (2007)
- How's That Big Cock Gonna Fit in my Ass 1 (2007)
- Mad Sex Party: Catfight and Garden Gangfuck (2007)
- Mad Sex Party: M.I.L.F. Inc and Gel Jam (2007)
- Maison Erotique (2007)
- Minutes to Midnight (2007)
- My Black Cock in That Teen's White Ass 2 (2007)
- Party (2007)
- Private Sports 11: Vertical Sex Limit (2007)
- Public Invasion 4 (2007)
- Rocco's Dirty Dreams 6 (2007)
- Sex Survivors 2 (2007)
- Sono Loredana Sempre Più Arrapata (2007)
- Sophiesticated (2007)
- Too Much is Never Enough 2 (2007)
- Triple Penetration 3 (2007)
- All Holes Open (2008)
- Bi Maxx 20 (2008)
- Creamery 4 (2008)
- Deliveries in the Rear 2 (2008)
- Drunk Sex Orgy: All Night Love Lounge (2008)
- Drunk Sex Orgy: Booty Pageant (2008)
- Drunk Sex Orgy: Pussy Casino (2008)
- Euro Trash 3 (2008)
- Mad Sex Party: Paint Misbehavin and Dirty Business (2008)
- North Pole 70 (2008)
- Piegees (2008)
- Private Life of Liliane Tiger (2008)
- Take One For The Cream (2008)
- Anal Payload (2009)
- Best by Private 106: Dripping Wet Lesbian Pussy (2009)
- Big Ass Adventure 9 (2009)
- Dirty Blondes (2009)
- Drunk Sex Orgy: Bang Bang DSO Revolution (2009)
- Drunk Sex Orgy: Bikini Beach Balls (2009)
- Drunk Sex Orgy: Cruiseship Cumsluts (2009)
- Drunk Sex Orgy: Gash Gamblers (2009)
- Drunk Sex Orgy: New Year's Sex Ball (2009)
- Mad Sex Party: Drunk and Creamy Games (2009)
- Stinging in the Ring (2009)
- Bachelor Party Orgy 1 (2010)
- DP'd By My Boyfriend And His Buddy (2010)
- Drunk Sex Orgy: Gangster's Paradise (2010)
- Drunk Sex Orgy: Glory Holed (2010)
- Tentazioni (2010)
- What's Up Your Ass (2010)
- Anal Deliveries 2 (2011)
- Bi Maxx 38 (2011)
- Bi Sex Prague 1 (2011)
- Rocco's Psycho Love 3 (2011)
- Drunk Sex Orgy: Winter Fuck Jam (2012)
- Lot of Pussy (2012)
- Orgasmatics 13 (2012)
- Pissing in Action: Natural Born Pissers 2 (2012)
- Pissing in Action: Natural Born Pissers 7 (2012)
- Pissing in Action: Natural Born Pissers 8 (2012)
- Pissing in Action: Natural Born Pissers 9 (2012)
- Slime Wave 13 (2012)